# Медаља части
Медаља части (енгл. Medal of Honor) је највише војно одликовање које додељује влада Сједињених Америчких Држава. Њу добија припадник оружаних снага САД који се истакао, „вођен дужношћу, ризикујући свој живот, изнад и преко позива дужности, учествујући у акцији против непријатеља Сједињених Држава“. Због високих критеријума ово признање се често додељује и посмртно. 
Припадници свих родова Америчких оружаних снага могу примити ово одликовање, а сваки род има посебно дизајнирану медаљу са изузетком Маринаца и Обалске страже, који користе дизајн морнарице. Медаљу части додељује лично председник САД примаоцу, или са изузетком, ако се додељује постхумно, породици примаоца. Због њеног статуса медаља части је под посебном заштитом САД. Сви припадници оружаних снага, укључујући и председника САД, као врховног заповедника, дужни су да салутирају носиоцу Медаље части. На пример, генерал је дужан да салутира у ставу мирно обичном нареднику који је носилац медаље. 
Медаља части је једно од два одликовања која се додељују око врата. Друго одликовање је Legion of Merit, а додељује се само странцима.